# 徐建国 (1955年)
徐建国（1955年—），浙江慈溪人，中华人民共和国政治人物、外交官。

## 生平
早年在浙江大学材料专业、社会科学专业学习，毕业后留校任教，后前往美国锡拉丘兹大学学习。回国后，曾担任浙江省德清县副县长，浙江省人民政府办公厅副处长、处长，宁波经济技术开发区管理委员会副主任。
2001年，调任驻南非共和国大使馆参赞，进入外交系统任职。2002年，接替张咏荃担任中华人民共和国驻格鲁吉亚大使。2004年，由王开文接任。2006年，任中华人民共和国驻尼日利亚大使。2010年，任中华人民共和国驻新西兰大使。2014年，任中华人民共和国驻爱尔兰大使。

## 家庭
大使夫人为倪丽。